# 韓韶
韩韶（?—?），字仲黄，颍川郡舞阳縣（今河南省漯河市舞阳县）人，东汉官員。
初任郡吏，应召在司徒府任职。當时，太山變民公孙举稱王數年，太守、县令不能平定，很多受到制裁。尚书选三府掾能處理複雜問題的人，於是以韓韶为赢县（今山东省莱芜市北）长。變民聽說他的賢能，相互告誡不要進入赢縣境內。其他县多被變民侵擾，荒废耕桑，流亡到赢县界求討衣食的人很多。韓韶同情他們饥困，於是自作主张，开仓赈济万余户。負責糧倉的人認為不可。韓韶說：“養活沟壑里將死的人，而因此獲罪，也將含笑入泉。”太守知到韓韶名德，於是没有給他罪名。於是奖励农桑，因病在官任上去世。同郡李膺、陈寔、杜密、荀淑等为他立碑稱颂。
其子韓融，字无长。汉献帝初年，官至太仆。年七十歲而卒。

## 延伸阅读
[在维基数据编辑]
 《後漢書/卷62》，出自范晔《後漢書》